# 菜月
菜月（なつき、1981年2月28日 - ）は、愛知県出身の日本の女優・タレント。身長163cm。

## 人物
友人に誘われて『中学生日記』のオーディションを受けたことをきっかけに芸能界に入る。高校時代は一時活動を休止していたが大学在学中に本格的に芸能活動を再開し、以降名古屋を中心にモデル・レポーター・イベントMCなどで活躍。2011年から拠点を東京に移している。
2007年までは舞夢プロに所属し、田中 菜月として活動していた。
2016年末までセントラルジャパンに所属していた。
現在はフリーとなり、田中 菜月として、発酵食を広める活動をしている。
特技はゴルフ。英語検定準2級を有する。

## 出演

### テレビ番組
- 家電's Walker（日本BS放送）
- ぴーかんテレビ（東海テレビ）
- どですか!（メ〜テレ）
- WAYAYA丼（メ〜テレ）
- 晴れ・どきドキ晴れ（2008年、CBCテレビ）
- 旅はパノラマ（中京テレビ）
- サタテン（NHK名古屋放送局）
- 映画屋TV（STARCAT TV）

### ドラマ
- 中学生日記（NHK名古屋放送局）
- オーダーメイド〜幸せ色の紳士服店〜（2004年、NHK総合）
- ドラマ30（TBS系列）
  - ピュア・ラブ1・2・3（2002年 - 2004年、MBS製作）
  - 幼稚園ゲーム2（2002年、CBC製作）
  - ことぶきウォーズ（2004年、CBC製作）
  - スウとのんのん（2005年、CBC製作）
- 食の軍師　第12話（2015年、TOKYO MX）- マッサージ屋店員 役
- 婚姻届に判を捺しただけですが 第1話（2021年10月19日、TBS）
- 新春ドラマスペシャル 優しい音楽〜ティアーズ・イン・ヘヴン 天国のきみへ（2022年1月7日、テレビ東京）

### ラジオ
- SENSOR TREND INSIDE（Radio 80）
- 小堀勝啓の心にブギウギ!（CBCラジオ）
- 菊正宗 ほろよいイブニングトーク（CBCラジオ）

### CM
- スギ薬局 『新米ママ』編   (2009年)
- エバラ食品『おろしのたれ』（2015年）
- 濱田酒造 本格麦焼酎「隠し蔵」（2018年）[3]